# Paroligoneurus serratus
Paroligoneurus serratus är en stekelart som först beskrevs av Mason 1969.  Paroligoneurus serratus ingår i släktet Paroligoneurus och familjen bracksteklar. Inga underarter finns listade i Catalogue of Life.